# Maximalism
| Recensione                 | Giudizio |
| -------------------------- | -------- |
| Bravewords                 | 7.5/10   |
| Metal Hammer (Germania)    | 2/7      |
| Metal Hammer (Regno Unito) |          |

Maximalism è il quarto album in studio del gruppo metal svedese Amaranthe, pubblicato il 21 ottobre 2016. È il primo disco del gruppo con un brano in cui canta solamente Elize Ryd (Endlessly).

## Tracce
1. Maximize – 3:10
2. Boomerang – 3:22
3. That Song – 3:13
4. 21 – 3:05
5. On the Rocks – 3:09
6. Limitless – 3:10
7. Fury – 2:58
8. Faster – 3:25
9. Break Down and Cry – 3:56
10. Supersonic – 3:17
11. Fireball – 3:14
12. Endlessly – 3:43

Tracce bonus dell'edizione giapponese
1. Burn With Me (Live)
2. 1000.000 Light Years (Live)
3. Leave Everything Behind (Live)

## Formazione
- Elize Ryd - voce
- Jake E. Lundberg - voce
- Henrik Englund Wilhemsson - voce death
- Olof Mörck - chitarra, tastiere
- Johan Andreassen - basso
- Morten Løwe Sørensen - batteria

## Classifiche
| Classifica (2016)         | Posizione massima |
| ------------------------- | ----------------- |
| Belgio (Fiandre)          | 98                |
| Canada                    | 91                |
| Finlandia                 | 3                 |
| Germania                  | 84                |
| Stati Uniti               | 169               |
| Stati Uniti (Hard Rock)   | 6                 |
| Stati Uniti (Heatseekers) | 1                 |
| Stati Uniti (Independent) | 12                |
| Stati Uniti (Top Rock)    | 25                |
| Svezia                    | 4                 |
| Svizzera                  | 44                |